# Мито Миовски
Мито Миовски (на македонска литературна норма: Мито Миовски) е езиковед славист от Северна Македония.

## Биография
Роден е в 1936 година в костурското село Косинец (Йеропиги), Гърция. Миовски работи като редовен професор във Филологическия факултет „Блаже Конески” на Скопския университет. Преподава старославянски език (тоест старобългарски език) и сравнителна граматика на славянските езици. Бил е и ръководител на Катедрата по македонски и южнославянски езици. Научните му трудове са от областта на палеославистиката, но и от новата история на така наречения македонски език.